# Yves Allegro
Yves Allegro (ur. 24 sierpnia 1978 w Grône) – szwajcarski tenisista, reprezentant w Pucharze Davisa, olimpijczyk z Aten (2004).

## Kariera zawodowa
W roku 1997 zadebiutował w zawodowym gronie tenisistów. Swój pierwszy triumf deblowy odniósł w roku 2000, podczas zawodów rangi ATP Challenger Tour w Jokohamie, pokonując w finale wspólnie z Julianem Knowlem parę Tim Crichton–Ashley Fisher 6:3, 7:6(2).
Drugie zwycięstwo kategorii ATP Challenger Tour osiągnął w czerwcu 2001 roku na ceglanych kortach w Eisenach. W parze z Gabrielem Trifu wygrali w meczu o tytuł z zespołem Tomas Behrend–Franz Stauder 7:6(8), 6:4, a we wrześniu wygrał rozgrywki rangi ITF Men's Circuit we Francji (F16) (w parze z Franzem Stauderem).
W sezonie 2002, na początku lutego, zwyciężył w turnieju ITF Men's Circuit w Wielkiej Brytanii (F2), a w marcu zdobył tytuł ATP Challenger Tour w australijskim Gosfordzie w parze z Justinem Bowerem. We wrześniu wygrał rozgrywki w Bucharze tworząc parę z Markiem Chiudinellim, a w listopadzie wywalczył wspólnie z Lovro Zovkiem mistrzostwo w Eckental.
Rok 2003 zainaugurował od występu w wielkoszlemowym Australian Open, dochodząc razem z Rogerem Federerem do III rundy. W marcu zwyciężył w zawodach ITF Men's Circuit, w parze z Danielem Braccialim, rozgrywanych we Francji (F7). W październiku tenisista szwajcarski wygrał pierwszy turniej z cyklu ATP World Tour, na kortach w Wiedniu. Razem z Rogerem Federerem pokonali w finale 7:6(7), 7:5 Mahesha Bhupathiego i Maksa Mirnego.
W roku 2004 wygrał, partnerując Jeanowi-François Bachelotowi, w lutym imprezę ATP Challenger Tour w Andrézieux. W maju awansował do kolejnego finału ATP World Tour, w Casablance, jednak w meczu o mistrzostwo uległ z Michaelem Kohlmannem parze Enzo Artoni–Fernando Vicente 6:3, 0:6, 4:6. W sierpniu osiągnął z Kohlmannem finał imprezy w Long Island (porażka z Antonym Dupuisem i Michaëlem Llodrą). Na początku października awansował do finału w Bangkoku, ponosząc porażkę razem z Rogerem Federerem w spotkaniu o tytuł z parą Justin Gimelstob–Graydon Oliver 7:5, 4:6, 4:6. W październiku Allegro był sklasyfikowany w światowym rankingu deblistów na 32. miejscu, najwyższym w karierze. Latem zagrał na igrzyskach olimpijskich w Atenach, partnerując Rogerowi Federerowi. Szwajcarzy odpadli z rywalizacji w 2 rundzie pokonani przez Hindusów Mahesha Bhupathiego i Leandera Paesa.
Sezon 2005 rozpoczął od triumfu w Auckland, pokonując w finale razem z Michaelem Kohlmannem parę Simon Aspelin i Todd Perry 6:4, 7:6(4). Na początku lutego doszedł do finału turnieju w San José, gdzie w meczu o tytuł przegrał z zespołem Wayne Arthurs–Paul Hanley 6:7(4), 4:6. Partnerem deblowym Szwajcara w zawodach był Kohlmann. Kolejny w sezonie finał osiągnął na nawierzchni trawiastej w Halle, będąc w parze z Rogerem Federerem. Przeciwnikami Szwajcarów byli Joachim Johansson i Marat Safin, których ostatecznie pokonali 7:5, 6:7(6), 6:3. Na koniec roku Szwajcar wygrał turniej ATP Challenger Tour w Helsinkach, wspólnie z Michaelem Kohlmannem.
W maju 2006 roku Allegro zwyciężył w dwóch zawodach ATP Challenger Tour, w Dreźnie oraz Zagrzebiu, będąc w parze z Michalem Mertiňákiem. W lipcu, podczas rozgrywek w Stuttgarcie, turnieju rangi ATP International Series Gold, awansował do finału, w którym wraz z Robertem Lindstedtem nie sprostali argentyńskiej parze Gastón Gaudio–José Acasuso.
W roku 2007 zawodnik szwajcarski doszedł do finału rozgrywek w Walencji, jednak w finale uległ duetowi Wesley Moodie–Todd Perry 5:7, 5:7 (partnerem Allegro był Sebastián Prieto). W następnym roku osiągnął finał turnieju w Marsylii wspólnie z Jeffem Coetzeem. W finale tenisiści nie sprostali Czechom Martinowi Dammowi i Pavlowi Víznerowi. W czerwcu 2008 roku Allegro wygrał rozgrywki ATP Challenger Tour w Mediolanie, grając razem z Horią Tecău, a miesiąc później zwyciężył w San Marino. Do końca roku wygrał jeszcze turniej ATP Challenger Tour w Eckental, tworząc parę ponownie z Horią Tecău.
W czerwcu 2009 roku triumfował w zmaganiach ATP Challenger Tour w Mediolanie, będąc w parze z Danielem Braccialim. Na początku lutego 2011 roku Szwajcar zwyciężył w zawodach ATP Challenger Tour w Kazaniu wspólnie z Andreasem Beckiem. W tym samym roku zakończył swoją karierę.

### Puchar Davisa
W reprezentacji Szwajcarii w Pucharze Davisa Allegro zadebiutował w roku 2004 w I rundzie przeciwko Rumunii. Jego zespół przeszedł do dalszej fazy rozgrywek, a Szwajcar wygrał swój deblowy pojedynek, będąc w parze z Federerem. W ćwierćfinale rywalami Szwajcarów, byli Francuzi, którzy awansowali do półfinału, zwyciężając w całej rywalizacji 3:2. Allegro (z Federerem), tym razem przegrał swój mecz. W 2005 i 2006 roku Szwajcarzy odpadali z turnieju w I fazie, ale utrzymywali się w grupie światowej dzięki wygranym play-offom. W edycji z 2007 roku jego narodowy zespół również przegrał w I rundzie, ale fazę o utrzymanie na najwyższym szczeblu rozgrywek przegrał z Czechami 2:3. W 2009 roku jego reprezentacja powróciła do grupy światowej, lecz nie zdołała pokonać USA. Allegro uległ w swoim meczu wraz ze Stanislasem Wawrinką parze Bob Bryan–Mike Bryan 3:6, 4:6, 6:3, 6:7(2). Ostatecznie Amerykanie wygrali 4:1.

### Finały w turniejach ATP World Tour
| Nazwa                         |
| ----------------------------- |
| Wielki Szlem                  |
| Igrzyska olimpijskie          |
| Tennis Masters Cup            |
| ATP Masters Series            |
| ATP International Series Gold |
| ATP International Series      |

#### Gra podwójna (3–7)
| Końcowy wynik | Nr | Data                 | Turniej     | Nawierzchnia  | Partner          | Przeciwnicy                     | Wynik finału       |
| ------------- | -- | -------------------- | ----------- | ------------- | ---------------- | ------------------------------- | ------------------ |
| Zwycięzca     | 1. | 12 października 2003 | Wiedeń      | Twarda (hala) | Roger Federer    | Mahesh Bhupathi Maks Mirny      | 7:6(7), 7:5        |
| Finalista     | 1. | 23 maja 2004         | Casablanca  | Ceglana       | Michael Kohlmann | Enzo Artoni Fernando Vicente    | 6:3, 0:6, 4:6      |
| Finalista     | 2. | 29 sierpnia 2004     | Long Island | Twarda        | Michael Kohlmann | Antony Dupuis Michaël Llodra    | 2:6, 4:6           |
| Finalista     | 3. | 3 października 2004  | Bangkok     | Twarda (hala) | Roger Federer    | Justin Gimelstob Graydon Oliver | 7:5, 4:6, 4:6      |
| Zwycięzca     | 2. | 15 stycznia 2005     | Auckland    | Twarda        | Michael Kohlmann | Simon Aspelin Todd Perry        | 6:4, 7:6(4)        |
| Finalista     | 4. | 13 lutego 2005       | San José    | Twarda (hala) | Michael Kohlmann | Wayne Arthurs Paul Hanley       | 6:7(4), 4:6        |
| Zwycięzca     | 3. | 12 czerwca 2005      | Halle       | Trawiasta     | Roger Federer    | Joachim Johansson Marat Safin   | 7:5, 6:7(6), 6:3   |
| Finalista     | 5. | 23 lipca 2006        | Stuttgart   | Ceglana       | Robert Lindstedt | Gastón Gaudio Maks Mirny        | 5:7, 7:6(4), 10–12 |
| Finalista     | 6. | 15 kwietnia 2007     | Walencja    | Ceglana       | Sebastián Prieto | Wesley Moodie Todd Perry        | 5:7, 5:7           |
| Finalista     | 7. | 17 lutego 2008       | Marsylia    | Twarda (hala) | Jeff Coetzee     | Martin Damm Pavel Vízner        | 6:7(0), 5:7        |